# Ocsamcsirai járás
Koordináták: é. sz. 42° 51′ 29″, k. h. 41° 26′ 46″42.858056°N 41.446111°E

Az Ocsamcsirai járás fekvése Abháziában

Az Ocsamcsirai járás (abház nyelven Очамчыра араион [Ocsamcsira araion], oroszul Очамчырский район [Ocsamcsirszkij rajon]) Abházia egyik járása az ország keleti részén. Területe kb. 1758 km², székhelye a tengerparton, a járás déli részén fekvő Ocsamcsira.

## Földrajz
A Nagy-Kaukázus déli lejtőin, a Fekete-tenger partján fekszik. Déli fele laposabb, az északi hegyesebb vidék. Északnyugati határfolyója a Gulripsi járás felé a Kodori. Északkeleten határos Grúziával; déli szomszédja a Gali, keleti a Tkuarcsali járás.

## Nagyobb települések

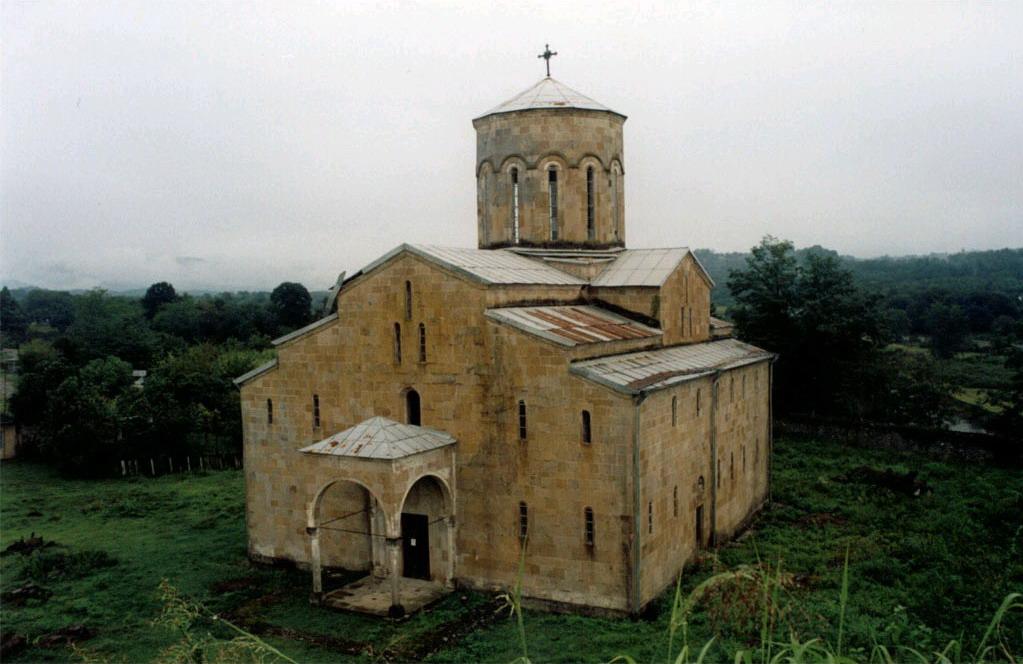
Grúz ortodox templom Mokva faluban

- Ocsamcsira
- Ilori
- Labra
- Mokva

## Népesség
- 1989-ben 75 388 lakosa volt, melyből 34 800 fő grúz (46,2%), 27 640 abház (36,7%), 6 226 örmény (8,3%), 4 439 orosz (5,9%), 897 ukrán, 232 görög, 89 oszét.
- 2003-ban 24 629 lakosa volt, melyből 18 753 abház (76,1%), 2 253 grúz (9,2%), 2 177 örmény (8,8%), 940 orosz (3,8%), 89 ukrán, 65 görög, 22 oszét, 330 egyéb.
- 2011-ben 24 868 lakosa volt, melyből 19 328 abház (77,7%), 2 367 grúz (9,5%), 1 647 örmény (6,6%), 967 orosz (3,9%), 74 ukrán, 58 görög, 427 egyéb.